# Байдала Ніна Іванівна
Ні́на Іва́нівна Байдала (нар. 20 листопада 1939, село Івашківка, тепер Городнянського району Чернігівської області) — українська радянська діячка, бункерувальниця Чернігівського комбінату будівельних матеріалів. Депутат Верховної Ради УРСР 9—10-го скликань.

## Біографія
Освіта середня.
У 1957—1961 роках — колгоспниця колгоспу імені Жданова Городнянського району Чернігівської області.
У 1961—1962 роках — робітниця будівельного управління № 2 Чернігівського обласного будівельного тресту.
З 1962 року — формувальниця, з 1971 року — бункерувальниця, шихтувальниця Чернігівського комбінату будівельних матеріалів.
Потім — на пенсії в місті Чернігові.

## Нагороди
- ордени
- медалі